# Торнло (Онтарио)
Торнло (енгл. Thornloe) је село у Канади у покрајини Онтарио. Према резултатима пописа 2011. у селу је живело 123 становника.

## Становништво
Према резултатима пописа становништва из 2011. у граду је живело 123 становника, што је за 17,1% више у односу на попис из 2006. када је регистровано 105 житеља.
| 2006. | 2011. |
| ----- | ----- |
| 105   | 123   |